# Armadillo de musell llarg septentrional
L'armadillo de musell llarg septentrional (Dasypus sabanicola) és una espècie d'armadillo de Sud-amèrica. És endèmic de Colòmbia i Veneçuela. Aquesta espècie és molt propera a l'armadillo de nou bandes i l'armadillo de musell llarg de Kappler. Té molt poc pèl i pot pesar fins a deu quilograms, amb una llargària d'uns 60 cm. Viu en vegetació densa i a prop de llims. Com la majoria d'armadillos, s'alimenta de formigues.